# Skiarea Valchiavenna
La Skiarea Valchiavenna è un comprensorio sciistico italiano delle Alpi Retiche occidentali, interamente situato in Lombardia e che comprende le località di Madesimo e Campodolcino.

## Descrizione
Il demanio si sviluppa da un'altezza minima di 1550m s.l.m. dell'abitato di Madesimo ad una massima di 2948m s.l.m. del Pizzo Groppera.
Si hanno a disposizione 37 km di piste battute oltre ad un gran numero di tracciati fuoripista come il celebre Canalone.
Le piste battute si suddividono in:
- 15 km di piste facili blu
- 19 km di piste intermedie rosse
- 3 km di piste difficili nere

Gli impianti di risalita sono composti da:
- 1 Funicolare
- 1 Funivia (dismessa e in sostituzione)
- 1 Cabinovia
- 9 Seggiovie (1 dismessa e in sostituzione)

A piena operatività si ha una capacità oraria complessiva di 24500 persone/ora, ciò è reso possibile dal gran numero di impianti moderni e ad ammorsamento automatico.
Sono in cantiere gli studi di sostituzione degli impianti ormai vetusti entro i XXV Giochi olimpici invernali situati Val di Lei e la relativa funivia di collegamento al Pizzo Groppera.